# الفريق ب
الفريق ب (بالإنجليزية: The B Team) هي مبادرة عالمية غير ربحية شارك في تأسيسها السير ريتشارد برانسون ويوشين زيتز. المبادرة تدعو إلى ممارسات الأعمال التي تركز بشكل أكبر على الإنسانية والمناخ.

## التاريخ
في عام 2013 اجتمعت مجموعة من القادة بعد عقد سلسلة من ورش العمل التي ضمت قادة المجتمع المدني وخبراء النظم ورواد الاستدامة والاقتصاديين ورجال الأعمال. مستوحاة من عمل ليستير ر. براون وحركة شركة المنافع، قاموا بتسمية رؤيتهم لطريقة أفضل لممارسة الأعمال التجارية «الخطة ب» ثم ظهر «الفريق ب». يعتزم الفريق «ب» تحقيق هذه الرؤية من خلال البدء في المنزل، والعمل على تطوير التحديات في شركاتهم الخاصة التي تصل مباشرة إلى قلب المشكلات التي تجعل الشركات راسخة في «الخطة أ» والعمل كالمعتاد، وتمكين الأعمال قادة حول العالم للانضمام إليهم.
تم احتضان فريق B من قبل مجموعة فيرجن، الذراع الخيرية لمجموعة لفيرجن التي سبق لها احتضان مثل هذه المنظمات منظمة الشيوخ. في أكتوبر 2012 أعلن برانسون وزيتز عن تشكيل الفريق ب. كان أول مدير تنفيذي لها هو ديريك هاندلي المؤسس المشارك لشركة هايبر فاكتوري وقد نمت منذ ذلك الحين لتشمل 28 قائدًا.

## العمل والجماعية
في عام 2015 دعا قادة الفريق ب إلى اتفاقية المناخ في اجتماع مؤتمر الأمم المتحدة للتغير المناخي 2015. لقد دعموا هدفًا طويل المدى للحد من ارتفاع درجة الحرارة العالمية إلى 1.5 درجة، للحفاظ على المحيطات وإنقاذ الدول الجزرية المنخفضة من ارتفاع مستويات سطح البحر. وضعت عشر شركات مرتبطة بـ الفريق ب تطلعات لمنظماتها للوصول إلى صافي انبعاثات غازات الدفيئة إلى الصفر بحلول عام 2050، بما في ذلك مجموعة الملابس والاكسسوارات الفرنسية كيرينغ وشركة الكهرباء الأمريكية إن ار جي ومشغل شبكة الهاتف المحمول الكينية سفاري كوم وشركة الحوسبة السحابية العالمية سيلز فورس وصائغ المجوهرات المشهور عالميًا تيفاني أند كومباني وشركة البناء الصينية برود ومجموعة الاتصالات الأفريقية أكونيت وشركة ناتورا البرازيلية لتصنيع مستحضرات التجميل، وشركة السلع الاستهلاكية يونيليفر ومجموعة الاستثمار الدولية مجموعة فيرجن. دعا قادة الفريق ب الحكومات في جميع أنحاء العالم إلى اعتماد لا-صفر بحلول عام 2050 كهدف طويل الأجل في اتفاقية مؤتمر المناخ 21. عمل الفريق ب كجزء من تحالف نحن نعني العمل، جنبًا إلى جنب مع شركاء مثل كاريس ومجلس الأعمال العالمي للتنمية المستدامة، لدفع العمل المناخي الجريء من خلال الأعمال التجارية في عام 2015.
في عام 2014 قام فريق ب جنبًا إلى جنب مع مجموعة من الشركات بتشكيل مجموعة عمل لدعم وزيادة عدد الشركات التي تطبق شفافية الملكية المفيدة وعملت على توضيح حالة الأعمال للقيام بذلك. دعا قائد الفريق ب إلى مجلس مبادرة الشفافية في الصناعات الاستخراجية إلى تبني معيار شفافية الملكية المفيدة لأعضائه البالغ عددهم 51، وهو ما فعلوه في مارس 2016. بعد إصدار أوراق بنما في أبريل 2016 أعلن الفريق ب جنبًا إلى جنب مع شركائه عن إنشاء سجل ملكية مفيد عالمي للشركات للمشاركة هياكل شركاتهم، والقضاء على استخدام الشركات الوهمية مثل تلك المستخدمة للتعتيم على مالكي الأصول في أوراق بنما.
في عام 2015 أطلق الفريق ب مبادرة وشبكة 100٪ في العمل لأنهم يعتقدون أن الوقت قد حان لكي تتوقف الشركات عن النظر إلى الأشخاص على أنهم موارد والبدء في رؤيتهم كبشر. قام الفريق ب ببناء شبكة ابتكار الناس لتجمع الشركات معًا للمشاركة والتعلم من بعضها البعض حول كيفية مساعدة موظفيها على الازدهار في العمل.
العمل كجزء من تحالف رأس المال الطبيعي قام الفريق ب بدعم تطوير أول بروتوكول عالمي قياسي لرأس المال الطبيعي وهي مجموعة من الأدوات للشركات لقياس آثارها واعتمادها على الطبيعة. تم إطلاق البروتوكول في يوليو 2016 في متابعة عدد من الطيارين من قبل أكثر من 40 شركة، كما نشرت مجموعة كيرين حسابات أرباح وخسائر بيئية رائدة على مستوى المجموعة في عام 2015.
في عام 2016 كجزء من عملهم لصالح الفريق ب، أطلق السير ريتشارد برانسون ومارك بينيوف حركة من رواد الأعمال وقادة الأعمال لبناء شركاتهم مع الأشخاص والكوكب جنبًا إلى جنب مع الربح كجزء من حمضهم النووي منذ البداية تسمى بورن بي.
في عام 2017 أطلق الفريق ب ما سماه الفريق ب أفريقيا، وهو أول فريق ب إقليمي له. تضمنت قيادتها الأولية بوب كوليمور ود. نجوزي أوكونجو إيويالا، د. محمد إبراهيم ويوشن زيتز. بعد ذلك أضافت شبكة الفريق ب أستراليا كفريق إقليمي.
في عام 2018 دخل فريق ب في شراكة مع سيريس لإطلاق «الحصول على مناخ ذكي: كتاب تمهيدي لمديري الشركات في بيئة متغيرة». سعى المشروع إلى توعية مديري الشركات بأن تغير المناخ مسألة ذات صلة بمجلس الإدارة وتعليمهم كيفية إدارة المخاطر والفرص المتعلقة بالمناخ. رعاية المشروع كانت مؤسسة إيكيا وتحالف نحن نقصد الأعمال.